# Grosser Stern
Grosser Stern, tysk stavning: Großer Stern, är den centrala platsen i parken Tiergarten i centrala Berlin. Här står sedan 1938 monumentet Siegessäule, som flyttades hit detta år.

## Historia

### Anläggande
Den centrala korsningen i Tiergarten anlades under kurfursten och sedermera kungen Fredrik I av Preussen omkring 1698, då hovjägaren Hemmrich lät anlägga en stjärnformad central plats för jakten enligt barockens ideal. Från 1742 kom Grosser Stern att byggas ut till ett representativt centralt torg i takt med att Tiergarten mer och mer fick karaktär av stadspark, först genom Georg Wenzeslaus von Knobelsdorff och från 1833 till 1840 efter ritningar av landskapsarkitekten Peter Joseph Lenné. Från mitten av 1700-talet till början av 1800-talet fanns här en grupp av sandstensskulpturer av antika gudar, av Berlinborna ofta benämnd Die Puppen. Denna skulpturgrupp var ursprunget till det gamla Berlinuttrycket bis in die Puppen om att tillryggalägga en längre sträcka, då centrala Tiergarten vid denna tid var en lång promenad från Berlins dåvarande stadskärna och Brandenburger Tor.

### Ombyggnad under 1900-talet
I modern tid möts här fem större genomfartsgator i Berlin:
- Strasse des 17. Juni västerut, leder vidare över Ernst-Reuter-Platz och övergår i Bismarckstrasse, Kaiserdamm, från Theodor-Heuss-Platz vidare som Heerstrasse.
- Strasse des 17. Juni österut, genom Brandenburger Tor vid Pariser Platz och därifrån vidare som Unter den Linden fram till Schlossbrücke.
- Altonaer Strasse mot nordväst över Hansaplatz till Gotzowskybrücke.
- Spreeweg mot nordost fram till Schloss Bellevue vid Lutherbrücke.
- Hofjägerallee söderut över Lützowplatz och Nollendorfplatz fram till Winterfeldtplatz.

Grosser Stern är utformad som en stor flerfilig spiralcirkulationsplats, som dagligen trafikeras av omkring 180 000 bilar. 
I mitten av platsen står Siegessäule med "Goldelse", den förgyllda bronsskulpturen av Viktoria med lagerkrans, i toppen. Platsen fick sin nuvarande utformning 1938 i samband med Albert Speers förberedelsearbeten för Welthauptstadt Germania, då diametern ökades avsevärt och Siegessäule flyttades från Königsplatz, dagens Platz der Republik framför Riksdagshuset. Kolonnen försågs med en större bas, bland annat för att anpassa proportionerna till den nya platsen. I samband med ombyggnaden av Grosser Stern revs Hubertusbrunnen av Cuno von Uechtritz-Steinkirch vid platsens nordsida. Siegesallee förlades till dagens Grosse Sternallee och de tre monument som under början av 1900-talet stått omkring Siegessäule vid Platz der Republik flyttades till en halvcirkel omkring Grosser Stern; Bismarck-nationalmonumentet samt monumenten över Albrecht von Roon och Helmuth von Moltke den äldre. Invigningen skedde 20 april 1939 på Adolf Hitlers 50-årsdag, då en gigantisk militärparad passerade Grosser Stern.

### Händelser vid Grosser Stern i senare tid
- Från 1996 till 2003 och återigen 2006 skedde avslutningssamlingarna för Love Parade här.
- Vid VM i fotboll 2006 sändes alla matcher på flera storbildsskärmar här, och fanområdet i Tiergarten hade omkring 700 000 besökare dagligen.
- År 2005 arrangerades musikarrangemanget Live 8 rum här med omkring 100 000 åskådare.
- Sedan 1987 passerar Berlin Marathon här i september varje år.
- I juli 2008 höll den amerikanske dåvarande presidentkandidaten Barack Obama ett tal vid Siegessäule inför omkring 200 000 åhörare.
- I juni 2018 och oktober 2019 genomförde aktivister från Greenpeace respektive Extinction Rebellion större klimataktioner här.